# Давньокитайські гроші

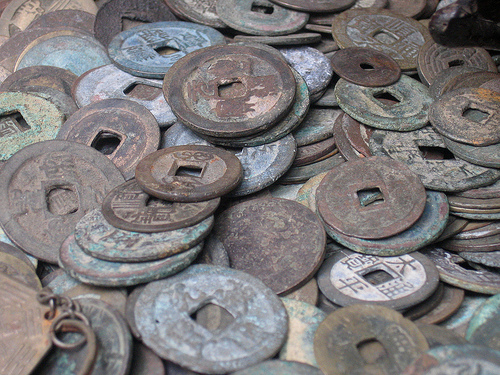
Найвідоміша форма грошей-цянь

Давньокитайські гроші — сукупність об'єктів, які вживалися як еквівалент вартості у товарообміні на території сучасного Китаю.
За неолітичних часів такими були черепашки каурі: система китайської ієрогліфіки дотепер вживає їх зображення 貝\贝 на ознаку понять, пов'язаних із коштовністю та комерцією (货, 赔); з періоду Чуньцю відомі також монети у формі ножа чи лопати. Монети класичної форми, круглі із квадратним отвором посередині, утворені приблизно у середині 4 ст. до н. е. Найраніші в світі паперові гроші відомі з 7 ст. (т.з. «летючі гроші» 飛錢 дин. Тан), але широкого розповсюдження вони набули лише за династії Сун (11 ст.).
Найдавніший нарис з історії грошей у Китаї утворив Сима Цянь близько 100 до н. е. (Західна Хань):
Із початком обміну між селянами, ремісниками та купцями, розповсюдилися гроші 幣 (bì) з панцирів черепах, каурі 貝, золота, міді чи бронзи, у формі монет 錢 (qián), ножів 刀 (dāo) чи лопат 布 (bù). Так було з глибокої давнини, ще до часів Володаря Ку (Ґао Сіня). 農工商交易之路通，而龜貝金錢刀布之幣興焉。所從來久遠，自高辛氏之前尚矣

## Різноманіття: доімперські гроші

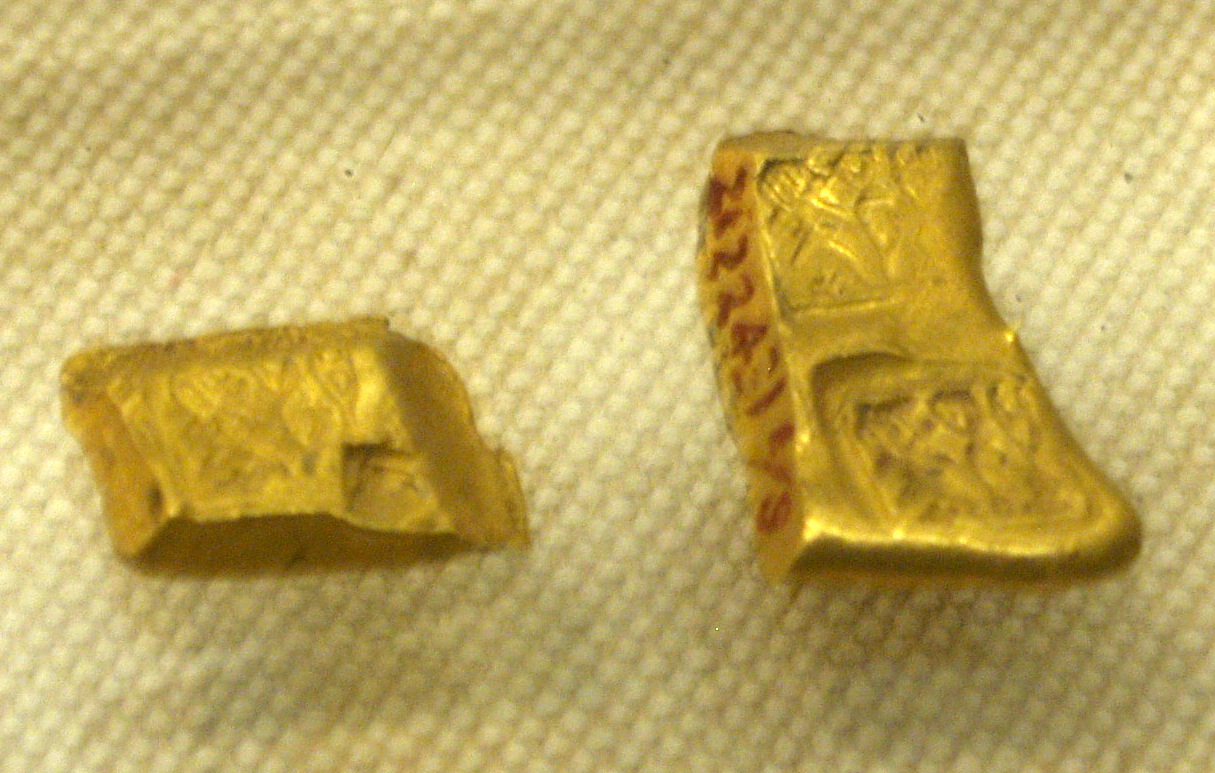
, царство Чу (Музей пров. Ґуандун)

В умовах розповсюдженості натурального обміну грошові одиниці не мали широкого вжитку: імовірно, що вони складали предмети елітного використовування. За відсутністю єдиної валюти набули розвитку регіональні види грошей, наприклад золоті монети їн'юань 郢爰 (yǐng yuán) у царстві Чу (див. англ. вікі).

## Уніфікація: класична форма монет
Із об'єднанням Китаю в імперію (Цінь, 221 до н. е.) було запроваджено уніфіковану форму грошей, яка здебільшого зберігалася протягом наступного тисячоліття.
Докладну теорію грошового обігу, що спирається на економічний досвід періоду імперської експансії Хань Ву-ді, наведено у главі «Цін-чжун» 輕重 (Легке та важке) «Ґуань-цзи».
Космологія

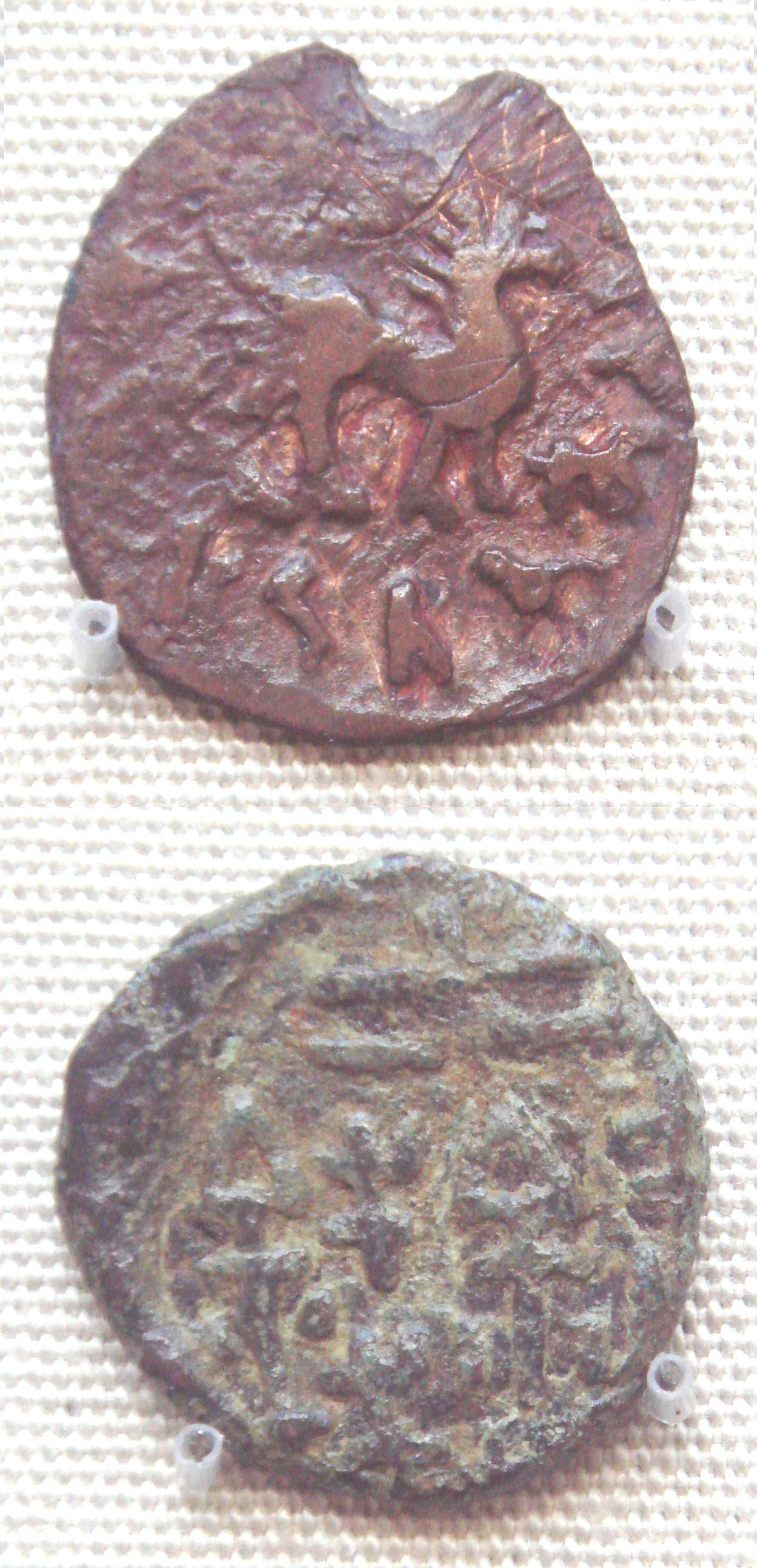
Монети із написами китайською та кхароштхі

У той час як вжиток стандартних грошей закріпився на ринку, згідно спостереженню Тамари Чін, у похованнях дин. Хань збереглося цікаве різноманіття альтернативних грошей, часто у виді мінці 明器 (поховальних імітацій). Серед таких, наприклад, гроші з тканини нєбі 聶幣 та монети стандартної форми із написами на кшталт талісманів. Знахідки вказують, що гроші поєднували комерційну вартість із космологічною та ритуальною.
Виключно рідкісними є китайсько-кхароштхійські монети, утворені хотанським царем на ім'я Гургамоя (1 ст. н. е.), а також срібні злитки китайського виробництва із зображенням дракона та написами грецькою мовою. Їх виникнення вказує, серед іншого, на динамічні торговельні відносини у прикордонних районах Китаю.

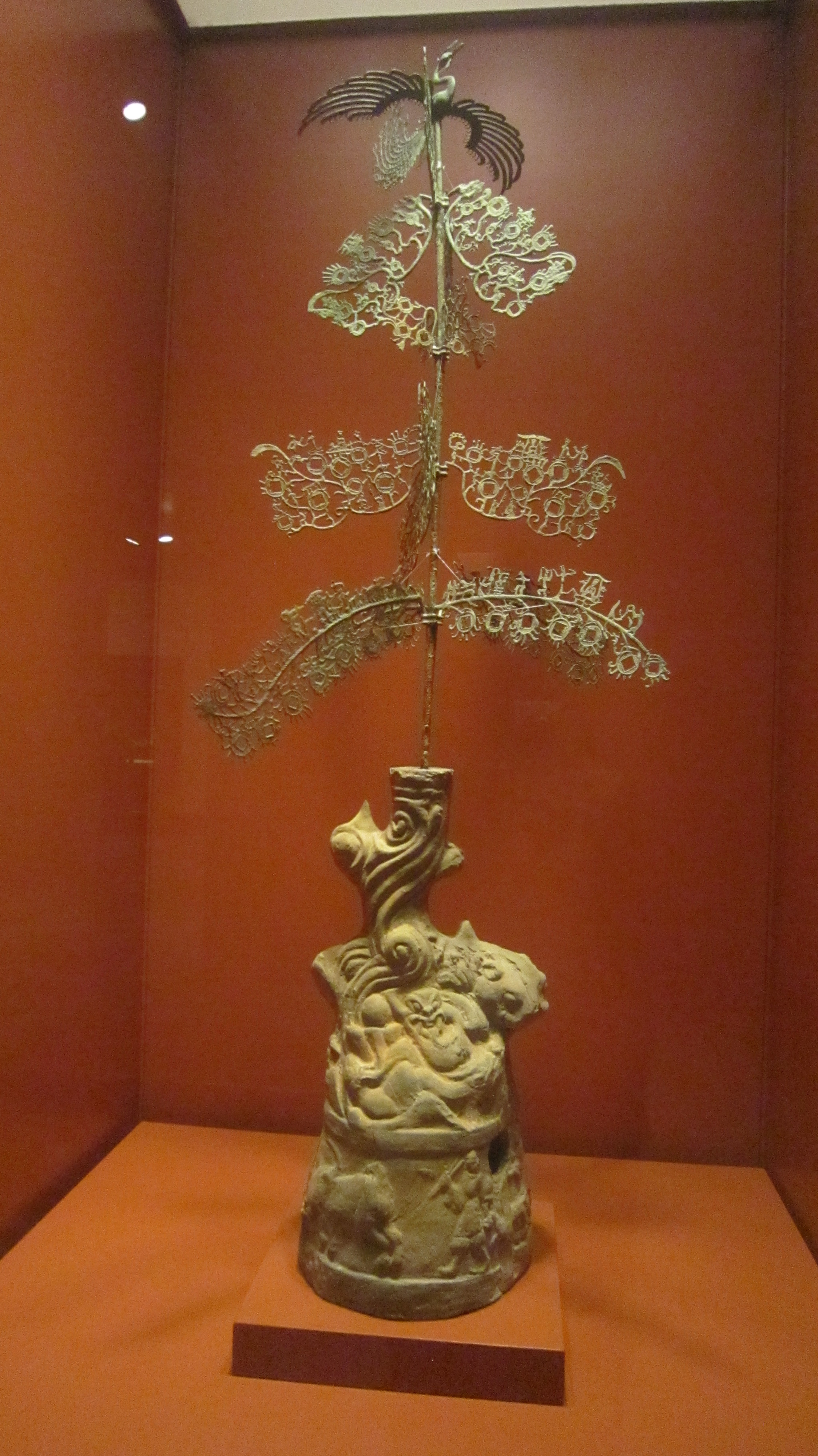
Грошове дерево, дин. Хань

Оскільки технікою виготовлення монет було лиття, їх виготовлення робилося у формі, яка нагадувала дерево із грошами-листям. Імовірно, що ця асоціація відбилася в легендах про «грошове дерево», виготовлення яких було розповсюджене у південно-західних регіонах країни.

## Інновація: паперові гроші та злитки

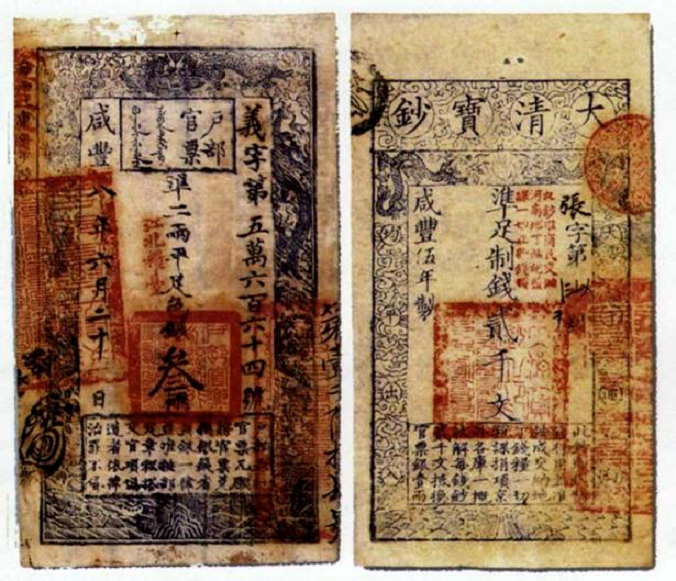
Банкноти дин. Цін, із «грошовими печатками», що запобігали підробкам.